# Caça legal
Caça legal (títol original en anglès Fair Game) és una pel·lícula estatunidenca de 1995 dirigida per Andrew Sipes i protagonitzada per Cindy Crawford i William Baldwin. La música la va posar Mark Mancina, i el guió, de Charlie Fletcher, està basat en una novel·la de Paula Gosling, de la mateixa manera que ho havia fet la pel·lícula Cobra deu anys abans.
La pel·lícula va estar nominada als Premis Razzie en tres categories.

## Argument
Kate McQuean (Cindy Crawford) és una advocada de Miami que, durant un proceciment de divorci, intenta apoderar-se d'un vaixell de càrrega ancorat davant les costes de Florida. Aquest és la base de les operacions d'Ilya Pavel Kazak (Steven Berkoff), un ex agent del KGB que s'ha convertit en un expert internacional en blanqueig de diners, i s'ha convertit en el líder d'un grup de terroristes. Quan Kate resulta ferida accidentalment per una bala perduda al detectiu Max Kirkpatrick (William Baldwin) se li assigna el cas. Max es converteix en el seu protector, ja que Kazak vol matar-la. Max i Kate viatgen per Florida, lidiant amb els sequaços de Kazak pel camí. Però quan aquest segresta Kate i la duu al vaixell, Max s'hi cola per tal d'intentar rescatar-la.

## Repartiment
- Cindy Crawford: Kate McQuean
- William Baldwin: Detectiu Max Kirkpatrick
- Steven Berkoff: Coronel Ilya Pavel Kazak
- Christopher McDonald: Tinent Meyerson
- Miguel Sandoval: Emilio Juantorena
- Johann Carlo: Jodi Kirkpatrick
- Salma Hayek: Rita
- Olek Krupa: Zhukov
- Jenette Goldstein: Rosa
- Dan Hedaya: Walter Hollenbach (no surt als crèdits)

## Localitzacions
La pel·lícula va ser rodada en diverses localitats de Florida, als Estats Units: Coral Gables, Fort Lauderdale, 
Miami, Miami Beach, Key Biscayne, Florida Keys, i altres indrets del Comtat de Miami-Dade.